# Льоффан
Льоффа́н (фр. Lyoffans) — коммуна во Франции, находится в регионе Франш-Конте. Департамент — Верхняя Сона. Входит в состав кантона Люр-Сюд. Округ коммуны — Люр.
Код INSEE коммуны — 70313.

## География
Коммуна расположена приблизительно в 350 км к юго-востоку от Парижа, в 65 км северо-восточнее Безансона, в 32 км к востоку от Везуля.
Восточная часть коммуны покрыта лесами.

## Население
Население коммуны на 2010 год составляло 396 человек.
| 1962 | 1968 | 1975 | 1982 | 1990 | 1999 | 2010 |
| ---- | ---- | ---- | ---- | ---- | ---- | ---- |
| 307  | 331  | 380  | 359  | 334  | 331  | 396  |

## Администрация
| Период | Период | Фамилия        | Партия | Примечания |
| ------ | ------ | -------------- | ------ | ---------- |
| 2001   | 2008   | Жак Родригес   |        |            |
| 2008   | 2014   | Фредерик Мужен |        |            |

## Экономика
В 2010 году среди 242 человек трудоспособного возраста (15-64 лет) 188 были экономически активными, 54 — неактивными (показатель активности — 77,7 %, в 1999 году было 69,2 %). Из 188 активных жителей работали 170 человек (92 мужчины и 78 женщин), безработных было 18 (5 мужчин и 13 женщин). Среди 54 неактивных 13 человек были учениками или студентами, 19 — пенсионерами, 22 были неактивными по другим причинам.

## Фотогалерея
- Церковь Св. Мартина
- Карта коммуны